# Burak Özsaraç
Ihsan Burak Özsaraç (* 7. Juni 1979 in Karabük) ist ein ehemaliger türkischer Fußballspieler und heutiger -trainer.

## Spielerkarriere

### Verein
Nach einem Rippenbruch, welchen er sich am 20. März 2011 zuzog, musste er bis 11. April 2011 eine Zwangspause einlegen.
In der Winterpause der Saison 2011/12 löste er nach gegenseitigem Einvernehmen mit Gençlerbirliği seinen Vertrag auf und verließ den Verein.
Für die Saison 2012/13 einigte er sich mit seinem ehemaligen Verein Denizlispor. Hier gab er im Januar 2013 sein Karriereende bekannt.

### Nationalmannschaft
Özsaraç spielte viermal für die türkische U-18-Nationalmannschaft und zweimal für die zweite Auswahl der türkischen Nationalmannschaft.

## Trainerkarriere
Seit 2013 ist Özsaraç bei Denizlispor im Trainerstab und assistiert Özcan Bizati als Konditions- und Co-Trainer.
Im August 2014 erlangte er die UEFA-B-Lizenz.